# 에이트르
에이트(고대 노르드어: Eitr)는 노르드 신화에 나오는 물질이다. 액체로, 모든 생명의 기원이라고 한다. 태초거인 위미르가 에이트 속에서 태어났다. 그런데 이 물질은 매우 독성이 강하며, 요르문간드를 비롯한 뱀들이 만들어낼 수 있다.
노르드어 어휘 "에이트"는 거의 모든 북게르만어에 그 흔적이 남아있다. 아이슬란드와 페로 제도에서는 eitur, 덴마크어로는 edder, 스웨덴어로는 etter, 네덜란드어로는 etter, 독일어로는 Eiter, 고대 색슨어로는 ĕttar, 고대 영어로는 ăttor. 이 단어들은 모두 "유독한, 사악한, 나쁜, 화난, 악의적인" 따위의 뜻으로 거칠게 풀이될 수 있다.